# ウェイク (儀礼)
ウェイク（英: wake）は、キリスト教において復活祭などの際に前夜から早朝にかけて行われた夜間の礼拝あるいは教区もしくは教会の例祭。また、ウェイク（wake）は英語圏では弔問を意味し、スコットランド地方やアイルランド地方などにみられる通夜にあたる儀式をいうこともある。

## 歴史
初期のキリスト教では迫害を避けるためにvigilと呼ばれる礼拝が夜間に行われていた。
イギリスでは伝統的に行われた夜間の礼拝のことをウェイク（wake）といい、特に教区もしくは教会の例祭の前夜に行われた礼拝の行事であった。イギリスの多くの農村部には18世紀ごろまでウェイクと呼ばれる例祭の慣習が残されていた。このような例祭は初夏の乾草作りや秋の収穫が終わったころに開かれる行事で農民が心身の疲労をいやす意味もあった。
18世紀になると例祭の世俗化が進んだ。例祭にあわせて宴会やダンスなどが催されるようになり祝宴全体がウェイクと呼ばれるようになった。娯楽興行やスポーツなどが行われることもあった。

## 死者に対する儀式
ウェイク（wake）には弔問という意味があり、viewingやVisitationも弔問（もしくは通夜）と訳される。スコットランド地方やアイルランド地方などでは通夜にあたる儀式をウェイク（wake）と呼んでいる。